# This is not a business
this is not a business（ディスイズノットアビジネス）は、日本のロックバンド。2013年結成。2015年3月にメジャーデビューし、同年11月に解散。

## 概要
2013年2月に一度音楽の道で成功を掴みかけるものの、挫折を経験した者同士が集まり結成。
メンバー全員が天狗のお面と色付きニット帽を被っており、その事から『天狗バンド』とも称される。天狗のお面を被っている理由は、過去に天狗になって（調子にのって）挫折した事のある自分達を自戒する為である。
バンド名の由来は、「どうせ売れないから、これはビジネスではありません」という事を示す為である。

## メンバー
加藤 小判（カトウ コバン）
ボーカル担当。ニット帽の色は赤。ステージネームはカート・コバーン（ニルヴァーナ）のもじり。
初代～3代目が存在し、3代共通で太い黒縁メガネをかけている。
- 初代…正体は当バンドのA&Rの渡辺淳之介である。結成して初めての音源『WITH A MISSION』の歌唱及びMVに出演したのみで引退しA&R業務に専念する事となったが、3代目ボーカルオーディション期間中のボーカル不在時に出演したHenLee主催ライブイベント『Los”DANCE”Angeles EP release TOUR初日～囚人捕獲計画#2』にてピンチヒッターとして一度だけ復帰し、その際に初代が自身であった事を発表した。
- 2代目…2曲目の音源『REDorBLACK』の歌唱及びMV出演時より加入。以前所属していたバンドで7年間音楽活動をしていたが、中々芽が出ず解散したという挫折を経験している。3代の中で最も在籍期間が長い（2013年5月～2015年6月）。出版社での勤務と並行して活動していた。2015年7月に方向性の違いで脱退。
- 3代目…2代目脱退に伴うボーカルオーディションに合格し、2015年8月29日に開催された『RUSH BALL 2015』出演時より加入。加入後間もなくして解散が決まった為、歌唱音源は存在しない。

否戸田 雲仙（ピトタ ウンゼン）
リズムギター担当。ニット帽の色は青。ステージネームはピート・タウンゼント（ザ・フー）のもじり。
福岡県出身。当バンドのバンドマスター的存在で、代表曲『OK GO』等大半の楽曲制作を行っている。以前所属していたバンドでメジャーデビューを果たすが、初めてのワンマンライブで観客が30人であり、その後活動も尻すぼみになっていったという挫折を経験している。牛丼屋でのバイトと並行して活動していた。話し言葉は九州弁である。
木須 利茶（キス リチャ）
リードギター担当。ニット帽の色は茶。ステージネームはキース・リチャーズ（ローリング・ストーンズ）のもじり。
埼玉県出身。以前所属していたバンドにおいてデビュー後の初ライブがSHIBUYA-AXと華々しいものであったが、その後人気が急降下していったという挫折を経験している。コールセンター勤務と並行して活動していた。言葉の言い間違いをしたりワンマンライブ直前に中指を骨折する等、少々ポンコツな面がある。
陣 下須（ジン シモズ）
ベース担当。ニット帽の色は緑。ステージネームはジーン・シモンズ（キッス）のもじり。
岩手県出身。以前所属していたバンドでZepp Tokyoでのライブ経験があるが、鳴かず飛ばずで解散したという挫折を経験している。レンタカー屋でのバイトと並行して活動していた。アイドル好きで（特にハロー!プロジェクト関係に造詣が深い）、ラジオのレギュラー番組でアイドル紹介コーナーを担当していた。また、同じ事務所に所属するアイドルユニット『プラニメ（GANG PARADEの前身）』の楽曲『盗られそう（シングル『UNIT』収録）』の作曲も手掛けた。
茶道 済（チャドウ スミ）
ドラム担当。ニット帽の色は黒。ステージネームはチャド・スミス（レッド・ホット・チリ・ペッパーズ）のもじり。
「やはりロックバンドならドラムが必要」との事から実施したドラマーオーディションに合格し、2014年7月に加入。

### 旧メンバー
序鬼 間（ジョオニ マ）
プログラミング担当。ニット帽の色は紫。ステージネームはジョニー・マー（ザ・スミス）のもじり。
以前は打ち込みで制作した楽曲をネット配信をしていた。2014年12月28日の『COUNTDOWN JAPAN 14/15』出演を以て海外赴任の為脱退。

## 沿革

### 2013年
- 2月某日 - 結成。
- 4月18日 - 初の音源『WITH A MISSION』のMVを公開。これがバンドの初お披露目となる。1日にして10万再生を記録し、ニュースサイトにも取り上げられる。同時に楽曲のフリーダウンロードも開始[1]。加藤小判（初代）はこの曲限りで引退[4]。
- 5月7日 - 『REDorBLACK』のMVを公開。この曲から加藤小判（2代目）が加入。
- 6月8日 - 初のライブをさいたまスーパーアリーナ内のTOIROにて開催されたイベント『ぐるぐるTOIRO』で行う[1]。
- 8月21日 - 1stアルバム『10 goods』を発売[1]。
- 8月24日 - 初のワンマンライブを中野heavy sick ZEROにて開催[1]。
- 9月4日 - ロックフェス『夏の魔物』に出演。初のロックフェス出演となる[1]。
- 10月9日 - タワーレコード限定ワンコインシングル『Business』を発売[18]。

### 2014年
- 1月8日 - 2ndアルバム『WELCOME TO THE TENGU WORLD』を発売[1]。
- 3月26日 - HMVアイドル学園よりワンコインシングル『very.nice.good.』を発売。ロックバンドなのにも関わらず、CDを買うと握手・天狗の鼻握り・メンバーとのチェキ撮影といった特典が付く、所謂アイドル商法を行った[19]。
- 5月14日 - 3rdアルバム『DEATH MARCH』を発売[20]。
- 7月某日 - 茶道済がドラム担当として加入[1]。
- 8月3日 - 所属事務所をつばさレコーズからA&Rの渡辺淳之介が独立し設立した音楽事務所WACKに移す。同事務所所属第1号グループとなる[21]。
- 8月10日 - ロックフェス『ROCK IN JAPAN FESTIVAL 2014』に出演。初の夏フェス出演となる[1]。
- 12月28日 - ロックフェス『COUNTDOWN JAPAN 14/15』に出演。当日のMOON STAGEのトリを飾る。ライブ中MCにおいて日本クラウン（CROWN STONES）よりメジャーデビューをする事と序鬼間の海外赴任に伴う脱退を発表[1][17]。

### 2015年
- 1月19日 - 日本クラウンとの契約調印式を横浜アリーナ前で行う[22]。
- 3月11日 - ミニアルバム『THIS IS NOT A BUSINESS』を発売。メジャーデビューを果たす[17]。
- 4月7日 - FM PORT『TOKYO→NIIGATA MUSIC CONVOY』の火曜日担当ナビゲーターとなり、初のラジオレギュラー番組を受け持つ[23]。
- 6月29日 - 加藤小判（2代目）が方向性の違いを理由に脱退する事を発表[6]（7月30日放送の『TOKYO→NIIGATA MUSIC CONVOY』出演を以て脱退[7]）。
- 7月8日 - ベストアルバム『お、ねだん以上。テング』を発売[24]。
- 8月29日 - ボーカル脱退に伴うオーディションにて合格した加藤小判（3代目）がボーカル担当として加入。ロックフェス『RUSH BALL 2015』にて初お披露目[8]。
- 11月24日 - 大阪・梅田Zeelaで行われたライブイベント『RB NATION 2015 -梅田Zeela 2nd Anniversary-』出演時に解散を発表[25]。
- 12月1日 - 『TOKYO→NIIGATA MUSIC CONVOY』出演を以て活動を終了。

## タイアップ
| 楽曲名     | タイアップ先                                                | 収録作品               |
| ---------- | ----------------------------------------------------------- | ---------------------- |
| Don't Mind | テレビ東京『プレミアMelodiX!』2015年7月度エンディングテーマ | お、ねだん以上。テング |